# Atilio Cremaschi
Pour les articles homonymes, voir Cremaschi.
Atilio Cremaschi Oyarzún est un ancien international chilien d'origine italienne, né à Punta Arenas (Chili) le 8 mars 1923, mort le 3 septembre 2007.

## Biographie
Jouant au poste d'attaquant, Atilio Cremaschi fut international chilien. 
Il participa à la Copa America 1946 (3 buts), la Copa America 1949 (2 buts) et la Copa America 1953 (1 but). Il joua en Coupe du monde de football 1950, au Brésil. Il joua les trois matchs du Chili (Angleterre, USA et Espagne). Il fit un triplé à la 32e, 61e et 82e minute de jeu contre les USA (5-2), mais le Chili fut éliminé au 1er tour.
En club, il connut 3 clubs (Club de Deportes Unión Española, Colo-Colo, Club Social de Deportes Rangers), remportant 4 fois le championnat du Chili, et une coupe du Chili.

## Clubs
- Club de Deportes Unión Española
- Colo-Colo
- Club Social de Deportes Rangers

## Palmarès
- Championnat du Chili de football
  - Champion en 1943, 1951 (avec Club de Deportes Unión Española), 1953, 1956 (avec Colo-Colo)
- Coupe du Chili de football
  - Vainqueur en 1947 (avec Club de Deportes Unión Española)